# Holding Onto Strings Better Left to Fray
| Recensione        | Giudizio |
| ----------------- | -------- |
| AllMusic          |          |
| IGN               |          |
| Revolver Magazine |          |
| Sputnikmusic      |          |

Holding Onto Strings Better Left to Fray è il sesto album in studio della band post-grunge/alternative metal Seether. Questo è il loro primo album totalmente fatto con la partecipazione del chitarrista solista Troy McLawhorn. Tuttavia Troy lascia la band quando le registrazioni sono quasi ultimate, per motivi non specificati dallo stesso.

## Tracce
1. Fur Cue – 3:47
2. No Resolution – 3:08
3. Here and Now – 3:55
4. Country Song – 3:49
5. Master of Disaster – 4:18
6. Tonight – 3:44
7. Pass Slowly – 3:27
8. Fade Out – 3:54
9. Roses – 4:17
10. Down – 3:57
11. Desire for Need – 3:33
12. Forsaken – 4:19

Tracce bonus della Deluxe Edition
1. Dead Seeds – 4:03
2. Yeah – 4:28
3. Nobody – 3:07
4. Effigy – 3:35

Traccia bonus della preordinazione iTunes
1. Here and Now (Deconstructed) – 3:59

## Formazione
Gruppo
- Shaun Morgan – voce, chitarra
- Dale Stewart – basso
- John Humphrey – batteria
- Troy McLawhorn* – chitarra

Tecnici
- Brendan O'Brien – produzione, missaggio

* Fur Cue è l'unica traccia registrata dopo che Troy ha lasciato i Seether.

## Classifiche
| Classifica (2011)         | Posizione massima |
| ------------------------- | ----------------- |
| Australia                 | 50                |
| Austria                   | 69                |
| Canada                    | 3                 |
| Germania                  | 53                |
| Nuova Zelanda             | 6                 |
| Stati Uniti               | 2                 |
| Stati Uniti (alternative) | 1                 |
| Stati Uniti (hard rock)   | 1                 |
| Stati Uniti (rock)        | 1                 |
| Svizzera                  | 21                |